# Hamlet (1948)
Hamlet is een Britse dramafilm uit 1948 onder regie van Laurence Olivier. De film is gebaseerd op het gelijknamige toneelstuk van de Britse auteur William Shakespeare. Olivier won met deze film de Oscar voor Beste Film en de Gouden Leeuw op het Filmfestival van Venetië.

## Verhaal
Prins Hamlet van Denemarken keert terug naar Denemarken als zijn vader sterft. Zijn moeder is intussen getrouwd met zijn oom Claudius, die koning van Denemarken is geworden. Ze dringen er bij Hamlet op aan dat hij zijn geliefde Ophelia huwt. Dan spreekt de geest van zijn vader echter tot Hamlet. Als hij hem vertelt dat hij vermoord is door zijn moeder en oom, zint Hamlet op wraak.

## Rolverdeling
| Acteur           | Personage |
| ---------------- | --------- |
| Laurence Olivier | Hamlet    |
| Basil Sydney     | Claudius  |
| Eileen Herlie    | Gertrude  |
| Jean Simmons     | Ophelia   |
| Felix Aylmer     | Polonius  |
| Terence Morgan   | Laertes   |
| Norman Wooland   | Horatio   |
| John Laurie      | Francisco |
| Esmond Knight    | Bernardo  |
| Anthony Quayle   | Marcellus |
| Peter Cushing    | Osric     |